# 川崎秀一
川崎 秀一（かわさき ひでいち、1947年1月10日 - ）は、日本の経営者。沖電気工業社長、会長を務めた。東京都出身。

## 経歴・人物
1970年に早稲田大学法学部を卒業し、同年に沖電気工業に入社した。2001年に執行役員に就任し、2005年に常務を経て、2009年3月に社長に就任。2016年4月から2021年4月までに会長を務めた。